# فسحة الكبد

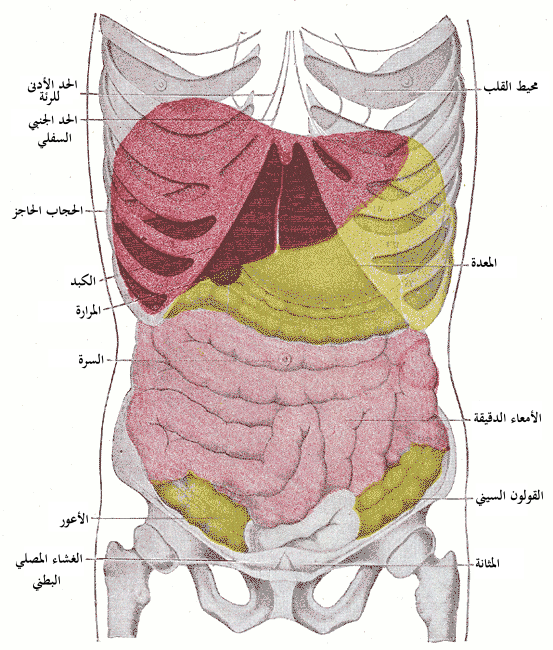
شكل يوضح الكبد (بالأحمر) داخل جسم الإنسان

فسحة الكبد (بالإنجليزية: Liver span)‏ هو مقياس شكل أثناء الفحص الجسدي لتحديد حجم الكبد لنستدل على وجود تضخم الكبد وتستطيع أن تصف المسافة بين اللوح المنخفض من الكبد في منتصف الخط الترقوي نحصل عليه عن طريق الجس أو اللمس، واللوح العلوي من الكبد في منتصف الخط الترقوي يحدد عن طريق القرع (اللوح العلوي من الكبد خلف عظام الصدر ولا نستطيع تحديدها عن طريق الجس أو اللمس).
أحد التقنيات التي تستخدم لقياس فسحة الكبد هي القرع.
فسحة الكبد الطبيعية تتراوح ما بين 6-12 سم.